# Авторегрессионная условная гетероскедастичность
Авторегрессионная условная гетероскедастичность (англ. ARCH — AutoRegressive Conditional Heteroscedasticity) — применяемая в эконометрике модель для анализа временных рядов (в первую очередь финансовых), у которых условная (по прошлым значениям ряда) дисперсия ряда зависит от прошлых значений ряда, прошлых значений этих дисперсий и иных факторов. Данные модели предназначены для «объяснения» кластеризации волатильности на финансовых рынках, когда периоды высокой волатильности длятся некоторое время, сменяясь затем периодами низкой волатильности, причём среднюю (долгосрочную, безусловную) волатильность можно считать относительно стабильной.
Модели ARCH впервые были предложены Робертом Энглом в 1982 году. Уже в 1986 году Боллерслев предложил обобщение этих моделей (GARCH). В дальнейшем различные авторы предложили и иные варианты моделей данного типа, учитывающих те или иные особенности.

## Общая идея
Процессы с условной гетероскедастичностью можно представить следующим образом:
{\displaystyle u_{t}=\sigma _{t}\varepsilon _{t}}
где {\displaystyle \varepsilon _{t}}, имеет, например, стандартное нормальное распределение, а {\displaystyle \sigma _{t}=f(u_{t-1},u_{t-2},...)} - то есть является случайной величиной зависящей от прошлых значений {\displaystyle u_{t}}
Соответственно, условная дисперсия такого процесса (при зафиксированном прошлом процесса) будет равна {\displaystyle \sigma _{t}}:
{\displaystyle V(u_{t}|u_{t-1},u_{t-2}...)=\sigma _{t}^{2}}
При этом безусловная дисперсия {\displaystyle \sigma ^{2}}предполагается постоянной, поэтому в принципе оценку параметров моделей с условной гетероскедастичностью в случайных ошибках можно осуществить посредством обычного метода наименьших квадратов, который и в данном случае будет наиболее эффективной из линейных оценок (ниже будет указано, однако, что существуют более эффективные нелинейные оценки).
Модели различаются, в первую очередь, функциональными формами для условной дисперсии, а также базовыми распределениями для {\displaystyle \varepsilon _{t}} (по умолчанию нормальное распределение, однако применяются и другие распределения с более тяжелыми хвостами)

## Базовые модели

### ARCH
ARCH-моделью порядка q (обозначают ARCH(q)) называют временной ряд {\displaystyle u_{t}} с функцией условной дисперсии следующего вида:
{\displaystyle \sigma _{t}^{2}=\omega +\sum _{i=1}^{q}\alpha _{i}u_{t-i}^{2}}
Для недопущения отрицательных значений дисперсии предполагается, что все коэффициенты модели неотрицательны, причём константа строго положительна. Если данный процесс стационарный, то безусловная дисперсия постоянна и равна, очевидно,
{\displaystyle \sigma ^{2}={\frac {\omega }{1-\sum _{i=1}^{q}\alpha _{i}}}}
Необходимое условие стационарности — сумма коэффициентов модели (без константы) строго меньше единицы. Если сумма коэффициентов равна единице, имеем интегрированный ARCH (нестационарный).
ARCH-процессы характеризуются положительным эксцессом («толстые хвосты»). Например, для ARCH(1)-процесса сдвиг от эксцесса нормального распределения равен {\displaystyle 6\alpha _{1}^{2}/(1-3\alpha _{1}^{2})}, если {\displaystyle \alpha _{1}<1/{\sqrt {3}}}
Оценка параметров ARCH(q)-модели может быть произведена при помощи обычного МНК.

### GARCH
ARCH-модель предполагает зависимость условной дисперсии только от квадратов прошлых значений временного ряда. Обобщить данную модель можно предположив, что условная дисперсия зависит также от прошлых значений самой условной дисперсии. Это так называемый обобщённый ARCH (Generalized ARCH — GARCH). В этом случае GARCH(p, q) модель (где p — порядок GARCH-членов {\displaystyle \sigma ^{2}} и q — порядок ARCH-членов {\displaystyle u^{2}}) описывается следующим образом:
{\displaystyle \sigma _{t}^{2}=\omega +\sum _{i=1}^{q}\alpha _{i}u_{t-i}^{2}+\sum _{j=1}^{p}\beta _{j}\sigma _{t-j}^{2}}
Необходимое условие стационарности {\displaystyle \sum _{i=1}^{p}~\beta _{i}+\sum _{i=1}^{q}~\alpha _{i}<1}. Безусловная дисперсия стационарного GARCH(p, q)-процесса будет постоянна и равна
{\displaystyle \sigma ^{2}={\frac {\omega }{1-\sum _{i=1}^{p}~\beta _{i}-\sum _{i=1}^{q}~\alpha _{i}}}}
Если сумма коэффициентов равна единице, то имеем интегрированный GARCH — IGARCH, безусловная дисперсия которого бесконечна.

### GARCH-M
GARCH-в-среднем (GARCH-in-Mean, GARCH-M) предложена Энглом и др. в 1987 году. В данном случае речь не идет о специальной модели для условной дисперсии. Речь идет об использовании условной дисперсии в качестве одного из факторов регрессионной модели для премии за риск. Если обозначить избыточную доходность {\displaystyle y_{t}}, то модель GARCH-M означает, что
{\displaystyle y_{t}=a+f(\sigma _{t}^{2})-E[f(\sigma _{t+1}^{2})]+u_{t}}
где случайная ошибка модели является GARCH-процессом с условной дисперсией {\displaystyle \sigma _{t}^{2}}, а f-некоторая функция.
Энгл использовал функцию {\displaystyle f(\sigma _{t}^{2})=b{\sqrt {\sigma _{t}^{2}}}=b\sigma _{t}}, однако, теоретически возможны любые варианты, в частности просто {\displaystyle f(\sigma _{t}^{2})=b\sigma _{t}^{2}} или {\displaystyle f(\sigma _{t}^{2})=b\ln {\sigma _{t}^{2}}}. Все три варианта (дисперсия, ско и логарифм дисперсии) предусмотрены в эконометрической программе Eviews (например, в версии 10).

## Асимметричные модели GARCH
Данные модификации базовых моделей имеют целью учесть наблюдаемую иногда на финансовых рынках асимметрию: плохие новости (отрицательные шоки) обычно оказывают большее влияние на волатильность, чем хорошие новости (положительные шоки), то есть волатильность выше на падающем рынке, чем на растущем. Этот эффект иногда называют эффектом левериджа (рычага), что связано с одним из объяснений этого явления о том, что цены акций снижаются, увеличивая финансовый леверидж компаний, а значит и уровень рисков (что соответствует большей волатильности). В рамках классических GARCH-моделей этот эффект объяснить невозможно, так как условная дисперсия зависит от квадратов прошлых значений ряда и не зависит от знаков.

### EGARCH
Модель EGARCH предложена Нельсоном в 1991 году. В данной модели кроме учёта асимметрии также решается проблема положительной определенности модели, так как вместо условных дисперсий в модели участвуют их логарифмы:
{\displaystyle \ln \sigma _{t}^{2}=\alpha _{0}+\sum _{i=1}^{q}\alpha _{i}g(z_{t-i})+\sum _{j=1}^{p}\beta _{j}\ln \sigma _{t-j}^{2}~,~~~g(z_{t})=\delta _{1}z_{t}+\delta _{2}(|z_{t}|-{\sqrt {2/\pi }})~,~~~z_{t}\sim iid(0,1)}

### AGARCH
Асимметричная GARCH (AGARCH) модель предложена Энглом в 1990 г.
{\displaystyle \sigma _{t}^{2}=\alpha _{0}+\sum _{i=1}^{q}\alpha _{i}(u_{t-i}-\gamma )^{2}+\sum _{j=1}^{p}\beta _{j}\sigma _{t-j}^{2}}
Нелинейная AGARCH(1,1)-модель (NAGARCH) предложена Энглом и Ыном в 1993 г.
{\displaystyle \sigma _{t}^{2}=\alpha _{0}+\alpha _{1}(u_{t-1}/\sigma _{t-1}-\gamma )^{2}+\beta \sigma _{t-1}^{2}}

### TGARCH и GJR-GARCH
Пороговые модели GARCH (Threshold GARCH, TGARCH) предложена Закояном в 1991 году и независимо от него Глостеном, Джаганнатаном и Ранклом в 1993 году (последнюю модель обозначают по именам авторов GJR-GARCH). Отличие этих двух моделей заключается лишь в том, что модель Закояна использует условные стандартные отклонения, а модель GJR — условную дисперсию. Эти модели можно представить следующим образом:
{\displaystyle \sigma _{t}^{\delta }=\alpha _{0}+\sum _{i=1}^{q}(\alpha _{i}u_{t-i}^{\delta }+\gamma _{i}I_{t-i}^{-}u_{t-i}^{\delta })+\sum _{j=1}^{p}\beta _{j}\sigma _{t-j}^{\delta }~,~~I_{t}^{-}={\begin{cases}1,~u_{t}<0\\0,~u_{t}\geqslant 0\end{cases}}}
где для модели Закояна {\displaystyle \delta =1}, а для модели GJR — {\displaystyle \delta =2}. Фактически в моделях вводятся предполагаются разные коэффициенты для отрицательных и положительных прошлых значений ряда, поэтому иногда TGARCH-модель представляют также в следующем виде:
{\displaystyle \sigma _{t}=\alpha _{0}+\sum _{i=1}^{q}(\alpha _{i}^{+}u_{t-i}^{+}+\alpha _{i}^{-}u_{t-i}^{-})+\sum _{j=1}^{p}\beta _{j}\sigma _{t-j}}
где {\displaystyle u^{+}=\max(0,u)~,~u^{-}=\max(0,-u)}.

### QGARCH
Квадратическая GARCH (QGARCH) предложена Сентана в 1995 году
{\displaystyle \sigma _{t}^{2}=\sigma ^{2}+a^{T}x_{t-q}+x_{t-q}^{T}Ax_{t-q}+\sum _{j=1}^{p}\beta _{j}\sigma _{t-j}^{2}~,~~x_{t-q}=(u_{t-1}...,u_{t-q})^{T}}
где A-симметрическая положительно определенная матрица, a-положительный вектор.
Данная модель учитывает кроме эффекта левериджа также и возможное взаимодействие влияния лагов благодаря внедиагональным элементам матрицы A. В случае, если матрица А диагональна, а вектор а равен нулю, то получаем стандартные модели GARCH. Если при диагональной матрице А вектор а-ненулевой, то имеем асимметричные GARCH. Если {\displaystyle A=cc^{T},~a=2\sigma c}, где c-некоторый вектор, а коэффициенты {\displaystyle \beta _{j}=0}, то получаем линейную модель стандартного отклонения {\displaystyle \sigma _{t}=|\sigma +c^{T}x_{t-q}|}

## Обобщающие модели

### APGARCH
Асимметричная степенная модель GARCH (APGARCH) предложена Дингом и другими авторами в 1993 году и является обобщением многих других моделей:
{\displaystyle \sigma _{t}^{\delta }=\alpha _{0}+\sum _{i=1}^{q}\alpha _{i}(|u_{t-i}|-\gamma _{i}u_{t-i})^{\delta }+\sum _{j=1}^{p}\beta _{j}\sigma _{j}^{\delta }~,~\delta >0,~-1<\gamma _{i}<1}
Если степенной параметр {\displaystyle \delta =2}, а показатель учёта асимметрии {\displaystyle \gamma _{i}=0}, то получаем обычные GARCH-модели. Если {\displaystyle \delta =1} (показатель учёта асимметрии также равен нулю), то получаем GARCH-модель для условного стандартного отклонения Тейлора (1986) и Шверта(1989):
{\displaystyle \sigma _{t}=\alpha _{0}+\sum _{i=1}^{q}\alpha _{i}|u_{t-i}|+\sum _{j=1}^{p}\beta _{j}\sigma _{j}}
Если же показатель учёта асимметрии не равен нулю, то получаем TGARCH-модель. Если {\displaystyle \delta =2} и показатель учёта асимметрии принимает неотрицательные значения, то получаем GJR-GARCH.
В общем случае, если {\displaystyle \gamma _{i}=0}, то получаем нелинейный GARCH (NGARCH) Хиггинса и Бера, предложенную в 1992 году
{\displaystyle \sigma _{t}^{\delta }=\alpha _{0}+\sum _{i=1}^{q}\alpha _{i}|u_{t-i}|^{\delta }+\sum _{j=1}^{p}\beta _{j}\sigma _{j}^{\delta }~,~~,\delta >0}

### Модель Хентшеля (fGARCH)
Данная модель была предложена Хентшелем в 1995 году. Она использует известное преобразование Бокса-Кокса, что позволяет учесть большое множество моделей. Модель с одним лагом имеет вид:
{\displaystyle {\frac {\sigma ^{\lambda }-1}{\lambda }}=\alpha _{0}+\alpha \sigma _{t-1}^{\lambda }f^{\nu }(z_{t-1})+\beta {\frac {\sigma ^{\lambda }-1}{\lambda }}~,~~f(z_{t-1})=|z_{t}-b|-c(z_{t}-b)}
Если {\displaystyle \lambda =\nu } и b=0, то получаем APGARCH(1,1), а значит и все частные модели учитываемые последней моделью. Данная модель, в отличие от APGARCH, также позволяет получить EGARCH — в пределе при {\displaystyle \lambda \rightarrow 0} преобразование Бокса-Кокса равно логарифмической функции и если {\displaystyle \nu =1}, то получаем EGARCH(1,1).

## Используемые распределения
В GARCH-моделях используются различные распределения для лучшего соответствия эмпирическим особенностям финансовых рядов.
Уже использование нормального распределения объясняет в значительной степени «толстые хвосты» в распределении доходностей. Тем не менее, этого оказывается недостаточно. Часто полезным оказывается использование распределение Стьюдента с малым числом степеней свободы, которое само имеет более толстые хвосты по сравнению с нормальным распределением. Такие модели иногда обозначают GARCH-t.
В целях учёта асимметрии используют также специальное скошенное распределение Стьюдента (t-распределение Хансена). Такие модели иногда обозначают GARCH-HT
GED-распределения.

## Регрессионные модели с GARCH-ошибкой
Регрессионные модели, в которых случайная ошибка удовлетворяет некоторому процессу авторегрессионной условной гетероскедастичности, можно оценить с помощью обычного метода наименьших квадратов, который и в данном случае позволит получить наилучшие линейные несмещенные оценки, так как безусловная дисперсия случайной ошибки постоянна и отсутствует автокорреляция случайных ошибок. Тем не менее можно получить более эффективные нелинейные оценки на основе метода максимального правдоподобия. Например, можно показать, что применение метода максимального правдоподобия к модели c нормально распределенной GARCH-ошибкой эквивалентно минимизации следующей функции:
{\displaystyle l=lnL=\sum _{t=1}^{n}\ln \sigma _{t}^{2}+\sum _{t=1}^{n}{\frac {e_{t}^{2}}{\sigma _{t}^{2}}}}
e-остатки регрессионной модели
Таким образом, учёт дополнительной информации о GARCH-процессе в случайных ошибках позволяет получить потенциально более точные оценки параметров модели.
Однако, ещё больший эффект имеет место в случае интервальных краткосрочных прогнозов по регрессионным моделям. В данном случае GARCH-модель позволяет точнее оценить условную по прошлой информации дисперсию и построить более точный интервальный прогноз.
В связи с этим немаловажным является тестирование ARCH-процесса в ошибках модели.

### Тестирование ARCH
Тест использует МНК-остатки регрессии. Для этого строится вспомогательная регрессия квадратов остатков на квадраты прошлых остатков. Далее с помощью F-теста или LM-теста проверяется значимость этой вспомогательной регрессии. Если она признается значимой, то значимым является ARCH-эффект. В противном случае его можно считать незначимым.

## Многомерные модели GARCH
Модели условной гетероскедастичности применяются и для многомерных (векторных) процессов - совокупности одномерных процессов. Процесс моделируется как
{\displaystyle z_{t}=V_{t}^{1/2}\varepsilon _{t}}
Однако, в многомерном случае возникают дополнительные требования, связанные с симметричностью и положительной определенностью ковариационных матриц. Это накладывает определенные ограничения на возможные формы моделей для условных ковариационных матриц - прямое копирование одномерных моделей не удовлетворяет необходимым требованиям.
Основные многомерные GARCH-модели: Vech, BEKK, GO-GARCH, DCC/CCC GARCH и др.

### Модель VECH
Наиболее "простое" обобщение GARCH-моделей на многомерный случай - это моделирование ковариацинной матрицы как вектора посредством оператора VECH, который приводит к векторном представлению нижней треугольной части ковариационной матрицы:
{\displaystyle v_{t}=c+\sum _{i=1}^{q}A_{i}vech(u_{t-i}u_{t-i}^{T})+\sum _{i=1}^{p}B_{i}v_{t-i},\qquad v_{t}=vech(V_{t})}
Из векторного представления несложно обратно восстановить ковариационную матрицу. Тем самым автоматически обеспечивается симметричность получаемой матрицы. Однако, для положительной определенности ее необходимы дополнительные ограничения на коэффициенты (матрицы коэффициентов)

### Модель BEKK
Данная модель является достаточно общей и потому требует оценки большого числа параметров. Условная ковариационная матрица модели BEKK(p,q,k) моделируется следующим образом
{\displaystyle V_{t}=CC^{T}+\sum _{j=1}^{k}\sum _{i=1}^{q}A_{ij}u_{t-i}u_{t-i}^{T}A_{ij}^{T}+\sum _{j=1}^{k}\sum _{i=1}^{p}B_{ij}V_{t-i}B_{ij}^{T}}
{\displaystyle C} - нижняя треугольная матрица
Здесь симметричность и положительная определенность ковариационной матрицы встроена в саму форму модели.

### Факторные модели и модель GOGARCH
Концепция факторных GARCH-моделей состоит в том, чтобы представить наблюдаемый вектор как линейную комбинацию других условно-гетероскедастичных процессов (факторов)
{\displaystyle x_{t}=Wf_{t}+\epsilon _{t}\qquad V(f_{t}|{\mathcal {F}}_{t-1})=\Lambda _{t}}
где размерность вектора факторов не больше размерности наблюдаемого вектора.  Условная ковариационная матрица факторов предполагается диагональной (факторы некоррелированы в рамках условного распределения). Условная ковариационная матрица наблюдаемых величин равна
{\displaystyle V(x_{t}|{\mathcal {F}}_{t-1})=W\Lambda _{t}W^{T}+V_{\epsilon }}
В ортогональной GARCH (OGARCH) в качестве факторов выступают главные компоненты которые получают из безусловной ковариационной матрицы.

### Модель DCC/ССС
Используется следующее представление условной ковариационной матрицы через условные СКО и условную корреляционную матрицу
{\displaystyle V_{t}=D_{t}R_{t}D_{t}}
где {\displaystyle D_{t}} - диагональные матрицы условных ско, а {\displaystyle R_{t}} - условные корреляционные матрицы.
В рамках модели CCC (Constant Conditional Correlations) условная корреляционная матрица предполагается постоянной, а в рамках более общей модели DCC (Dinamic Conditional Correlations) корреляционная матрица моделируется следующим образом:
{\displaystyle R_{t}=(diag(Q_{t}))^{-1/2}Q_{t}(diag(Q_{t}))^{-1/2}}
{\displaystyle Q_{t}=(1-a-b){\bar {Q}}+au_{t}u_{t}^{T}+bQ_{t-1}}
где {\displaystyle u_{t}=D_{t}^{-1}\varepsilon _{t}}